# Cyperus somaliensis
Cyperus somaliensis är en halvgräsart som beskrevs av Charles Baron Clarke. Cyperus somaliensis ingår i släktet papyrusar, och familjen halvgräs. Inga underarter finns listade i Catalogue of Life.